# Scopula muscosaria
Scopula muscosaria är en fjärilsart som beskrevs av W. Warren 1902. Scopula muscosaria ingår i släktet Scopula och familjen mätare. Inga underarter finns listade.